# Missione d'amore
Missione d'amore è una miniserie televisiva italiana del 1993 diretta da Dino Risi e tratta dal libro Suore di Maria Pia Bonanate.

## Trama
Dopo la tragica morte del fidanzato, Stella passa un periodo di tempo in India e grazie all'incontro con padre Sandro matura la decisione di farsi suora per poter assistere i poveri e i bisognosi. Ritornata in Italia, abbandona il proposito di sposarsi con Giorgio e come novizia si reca in una missione brasiliana per aiutare i malati e i poveri affiancandosi a suor Helena e suor Brigitte. Presto Stella entra in contatto con la delicata situazione degli indios che subiscono le pressioni dei proprietari terrieri per ottenere i loro terreni; uno di loro, Pacheco, uccide alcuni indios e ne incendia il villaggio. Stella tenta di farlo desistere visto che la polizia non fa nulla, ma Pacheco la aggredisce violentandola: a causa dello stupro la donna rimane incinta ma il bambino muore in seguito ad un aborto. Proprio quando Stella è addolorata dalla perdita del bambino, giunge nella missione padre Sandro che dal vescovo era venuto a conoscenza della presenza di Stella: i due si baciano ma il prete capendo che la donna lo ama decide di andare via. Per il dolore, Stella vorrebbe rinunciare a proseguire il noviziato ma grazie alle parole del vescovo viene incoraggiata a continuare e viene trasferita nella missione di Boa Vista. Nel frattempo Don Sandro durante una protesta in cui cerca di difendere gli indigeni dagli espropri dei propri terreni inavvertitamente uccide un uomo e viene incarcerato senza un regolare processo. Nonostante Stella cerchi di farlo scarcerare, padre Sandro vuole comunque scontare la sua pena per il rimorso dell'omicidio compiuto e rimane in galera. Nella nuova missione Stella assieme alle altre suore riesce ad aprire una cooperativa e proprio nella missione ritrova Pacheco in fin di vita e su volontà dell'uomo lo perdona per la violenza compiuta nei suoi confronti. La missione è frequentata inoltre da Carlos Gonzales che tenta di rapire i bambini accuditi dalle suor per poterli sfruttare, ma Stella riesce a far arrestare Carlos e a liberare i bambini. Grazie all'intervento di Giorgio, padre Sandro viene scarcerato e Stella prende i voti perpetui diventando a tutti gli effetti una suora.